# Валганъёль
Валганъёль — река в России, протекает по территории Троицко-Печорского района Республики Коми. Устье реки находится в 186 км по правому берегу реки Илыч. Длина реки — 13 км.
Исток реки находится на западных склонах возвышенности Валган-Чугра (предгорья Северного Урала). Река стекает с хребта в долину Илыча, течёт на юг. Всё течение проходит в ненаселённой холмистой тайге. Впадает в Илыч у острова Валганди, ширина русла перед устьем 10 метров.

## Данные водного реестра
По данным государственного водного реестра России относится к Двинско-Печорскому бассейновому округу, водохозяйственный участок реки — Печора от истока до водомерного поста у посёлка Шердино, речной подбассейн реки — Бассейны притоков Печоры до впадения Усы. Речной бассейн реки — Печора.